# Schistura arifi
Schistura arifi és una espècie de peix de la família Balitoridae i de l'ordre dels cipriniformes.
Poden assolir fins a 6,7 cm de longitud total. Es troba al Pakistan.